# ثقافة دولة الإمارات العربية المتحدة

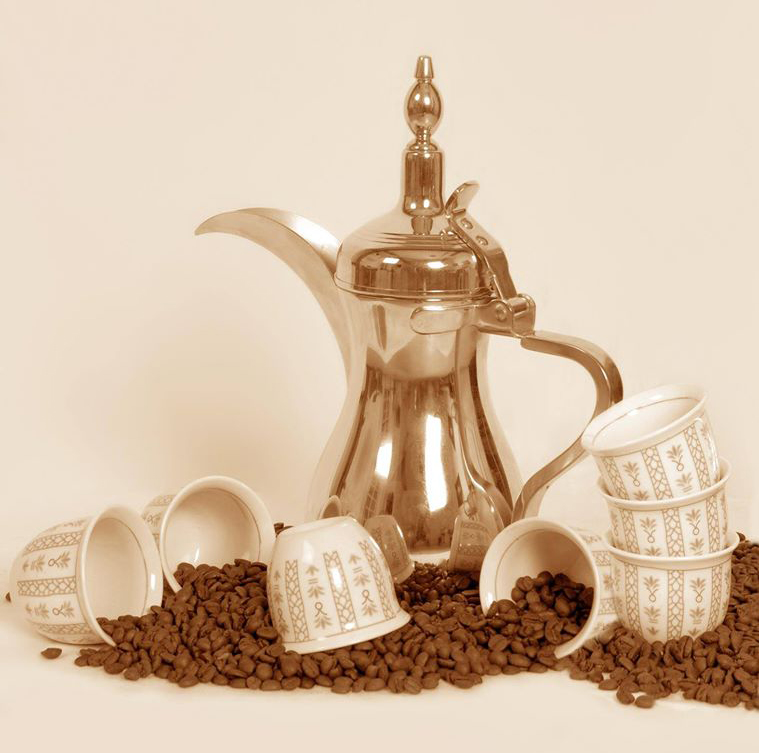
الدلة هي وعاء قهوة عربي تقليدي لتقديم القهوة العربية. وهو رمز للثقافة الإماراتية، والعربيه بشكل عام،ويظهر على عملة الدرهم الإماراتي

ثقافة دولة الإمارات العربية المتحدة متنوعة ونابضة بالحياة، وتتمتع دولة الإمارات العربية المتحدة بموروث ثقافي كبير ينعكس في قيم وأصالة أهلها، وقد تأثرت بشكل رئيسي بالثقافة الإسلامية والعربية في العديد من الجوانب مثل الهندسة المعمارية، والموسيقى، والملابس، والمطبخ، ونمط الحياة، إضافة لمكونات المجتمع الأخرى المتنوعة، التي تلتقي في عدة عناصر مع ثقافة باقي دول الخليج العربي.كاللباس والطعام والعادات الاجتماعية والمناسبات والموسيقى وغيرها.
بدأت الإمارات كمجتمع يقوم على صيد اللؤلؤ، وتغيرت ديموغرافية البلاد مع وصول الإيرانيين في عام 1900م في وقت مبكر، وفيما بعد من قبل الهنود والباكستانيين في عام 1960م.
ضمت اليونسكو واحة العين في مدينة العين الإماراتية لقائمتها للتراث العالمي كأول موقع إماراتي تجري إضافته، وفي عام 2014 اعتُمِدت مدينة الشارقة عاصمة للثقافة الإسلامية من قبل المنظمة الإسلامية للتربية والعلوم والثقافة، واختارت اليونسكو ذات المدينة عاصمة عالمية للكتاب في عام 2019.

## تاريخ
تُظهر القطع الأثرية المكتشفة في دولة الإمارات العربية المتحدة تاريخًا من السكن البشري والهجرة والتجارة يمتد لأكثر من 125000 سنة. كانت المنطقة في السابق موطنًا لشعب ماجان المعروف لدى السومريين الذين كانوا يتاجرون مع المدن الساحلية وعمال مناجم البرونز ومصاهر البرونز في الداخل. يتضح أيضًا التاريخ الغني للتجارة مع ثقافة هارابان في وادي السند من خلال اكتشافات المجوهرات وغيرها من العناصر، وهناك أيضًا أدلة مبكرة واسعة النطاق على التجارة مع باختر وكذلك بلاد الشام.

## اللغة
اللغة الرسمية لدولة الإمارات العربية المتحدة هي اللغة العربية، ولكن يتم التحدث باللغة الإنجليزية على نطاق واسع بسبب طبيعة البلاد المتنوعة والعولمة الاقتصادية. كما يتم التحدث بالفارسية والهندية والأردية والبنغالية والماندرين على نطاق واسع من قبل المغتربين من إيران والهند وباكستان وبنغلاديش والصين.
يتحدث المواطنون الإماراتيون الأصليون اللغة العربية واللهجة الخليجية، والتي تشبه تلك المستخدمة في دول مجلس التعاون الخليجي الأخرى والعراق.

## السكان
نتيجة للنمو في التجارة، ومجيء العديد من الوافدين من الدول العربية وشبه القارة الهندية، وأوروبا إلى دولة الإمارات العربية المتحدة صارت الحياة أفضل وتوفرت فرص العمل ذات الدخل المرتفع.
ويبلغ عدد السكان ككل 9,304,277 مليون شخص، يصل عدد المقيمين منهم إلى 7,316,073 مقيم، حسب إحصاءات عام 2017. معدل نمو السكان هو 4٪ سنويًا. الدين الرئيسي في دولة الإمارات العربية المتحدة هو الإسلام، فنسبة السكان المسلمين تقدر ب 96٪. و الديانات الأخرى كالهندوسية والمسيحية هي أقليات كما ورد من قبل وزارة خارجية الولايات المتحدة. وتشير تقديرات وزارة الخارجية الأمريكية أن متوسط العمر المتوقع لشعب دولة الإمارات العربية المتحدة هو سبع وسبعون سنة.

## متاحف ومعارض فنية
أَنشَأت العديد من الإمارات متاحف ذات سمعة إقليمية معظمها في الشارقة في حي التراث الذي يتضمن 17 متحفا، والتي كانت في عام 1998 عاصمة ثقافية للعالم العربي. المجمع الثقافي في أبوظبي هو أيضا مكان هام للعروض الفنية التي تقدم للسكان الأصليين والأجانب. وفي دبي، استقطبت منطقة القوز عدد من المعارض الفنية.
اتخذت أبوظبي نَهْجاً لتصبح مركز الفن بمعيار دولي، من خلال إنشاء منطقة الثقافة في جزيرة السعديات. هناك، من المقرر إقامة ستة مشاريع كبرى: متحف الشيخ زايد الوطني من قبل فوستر + بارتنرز، ومتحف الفن الحديث: متحف غوغنهايم أبوظبي الذي سيتم بناؤه من قبل فرانك جيري، ومتحف اللوفر أبو ظبي من قبل جان نوفيل، والمتحف البحري تاداو أندو، ومركز الفنون الأدائية من قبل زها حديد، وبارك بينالي مع 16 جناحا.
وتخطط دبي أيضا لبناء متحف Kunsthal ومنطقة لصالات العرض والفنانين.

## العمارة

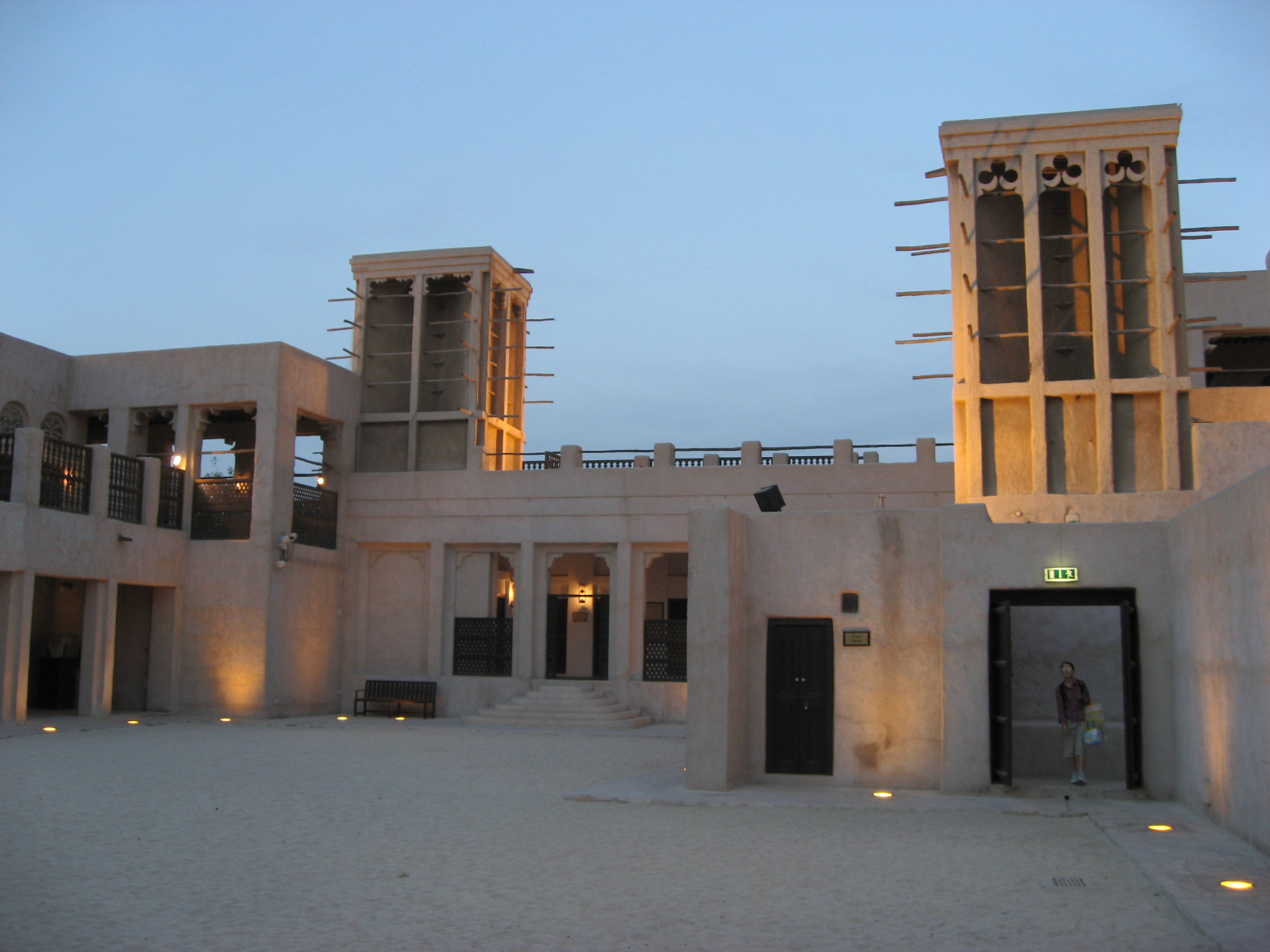
في برج الرياح في دبي.

تُسْتَوْحَى العمارة في الإمارات العربية المتحدة وإلى حد كبير من العمارة الإسلامية. فهي تعكس أنماط الحياة التقليدية وعادات السكان. فمواد البناء بسيطة، ولكن الأبنية مكيفة جيداً تماشياَ مع الظروف المناخية وتسهيلات المعيشة. وقد قدمت الخيام المحمولة التقليدية المأوى خلال ترحال القبيلة في فصل الشتاء. وكانت المنازل الداخلية الأكثر استدامة مبنية بالحجر ومسقوفة بسعف النخيل. وقد استخدمت الكتل المرجانية المتحجرة لذلك الغرض، كما شكّل خليط الجير المستمد من الأصداف البحرية والطباشير والماء عجينة لتماسك تلك الكتل، على نطاق واسع في المناطق الساحلية. وقد كان للخصوصية والتهوية تأثيرات هامة في تخطيط المنازل.

## نمط الحياة

### اللباس

اللباس الإماراتي، يظهر في الصورة الشيخ زايد بن سلطان آل نهيان

يفضل العديد من الرجال والنساء الإماراتيين الملابس الإماراتية التقليدية: الكندورة والعباية. تصمم الملابس التقليدية لتوفير الراحة في درجات الحرارة المرتفعة ولمواكبة المعتقدات الدينية الإسلامية في البلاد.
الملابس المطرزة الملونة شائعة في المناسبات مثل حفلات الزفاف أو الرقص. من الرقصات الشائعة في دول الخليج العربية الرقص الشعبي الخليجي الذي يتضمن صفوفًا من النساء على مقربة من بعضهن البعض ويتحركن بطريقة بطيئة بينما يتمايلن بشعرهن بشكل إيقاعي من جانب إلى آخر. الفستان جانب مهم من هذه الرقصة.

### المأكولات
النظام الغذائي الإماراتي عبارة عن مزيج من النظام الغذائي البدوي (اللحوم وحليب الإبل)، ونظام الصيادين (الأسماك)، ونظام المزارع (التمر). تشكل هذه الأطعمة إلى جانب التوابل الرئيسية مثل القرفة والزعفران والكركم أساس المطبخ الإماراتي التاريخي والحديث.
تحتل الخضروات التي يسهل زراعتها مثل الخيار والطماطم مكانة بارزة في النظام الغذائي. يُزرع الليمون المجفف، المسمى لومي، محليًا ويستخدم في العديد من الأطباق. وتزرع المانجو أيضًا في الإمارات الشمالية. تشمل اللحوم المستخدمة تقليديًا الدجاج أو الطيور الصغيرة، مثل الحبارى والماعز. أما الإبل فيستفاد منها في إنتاج الحليب وكوسيلة للنقل، لذا فإن لحم الإبل يُخصص عادةً للمناسبات الخاصة.
لا يأكل المسلمون لحم الخنزير المقدد أو لحم الخنزير، ولا يشربون المشروبات الكحولية.
تشمل الأطباق الشعبية الهريس والفوغا والكبسة واللقيمات. تتوفر أيضًا مأكولات الشرق الأوسط الشائعة على نطاق واسع. نظرًا للطبيعة العالمية لدولة الإمارات العربية المتحدة، فإن الوجبة الخفيفة الأكثر شعبية على جانب الشارع هي الشاورما في الشرق الأوسط.
ومن أفضل الأطباق الوطنية هو محشي الجمل المطبوخ ببطء فوق حفرة من الفحم المشتعل. الهريس هو أيضاً طبق وطني يشبه العصيدة وغالباً ما يقدم في شهر رمضان أو خلال الاحتفالات الكبيرة مثل حفلات الزفاف، وتُصنع من القمح واللحم (أو الدجاج) والماء المملح.

### الزيارات والعادات الاجتماعية

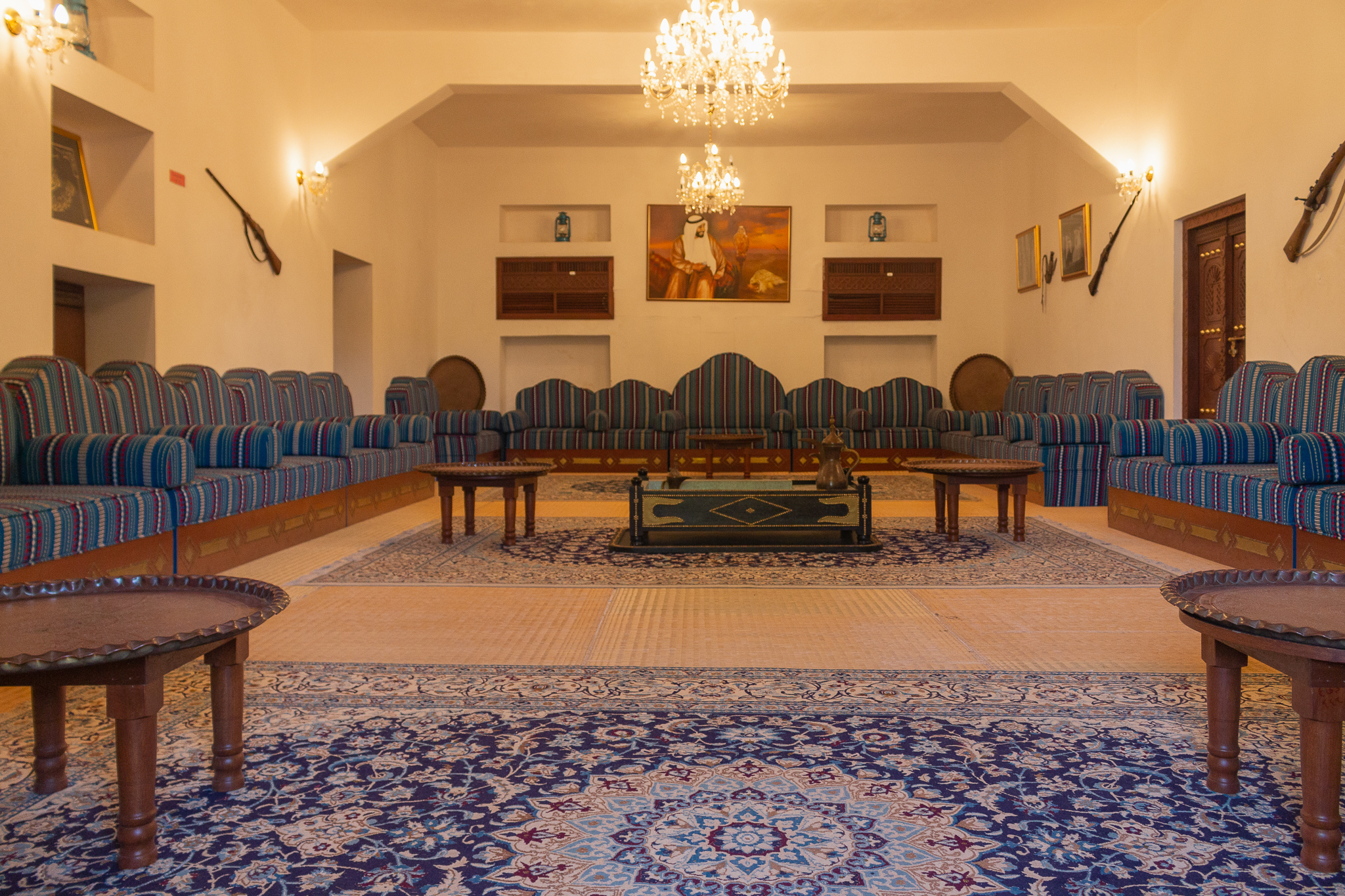
مجلس (غرفة استقبال الضيوف) في البيوت الإماراتية التقليدية.

عند دخول المجلس، يبدأ الضيوف بالترحيب بالأفراد من الجانب الأيمن إلى الجانب الأيسر من الغرفة ما لم يكن هناك ضيوف كبار السن، فيجب الترحيب بهم أولاً. بالنسبة للرجال، التحية الإماراتية التقليدية هي التخاشم أو لمس الأنف بالأنف. أما النساء فيحيين بعضهن البعض بالمصافحة وبقبلة على الخد. يعد تقبيل الجزء العلوي من الرأس أو الجبهة أيضًا طريقة شائعة للتحية في دولة الإمارات العربية المتحدة. الأفراد من الجنس الآخر لا يعانقون بعضهم البعض إلا إذا كانت هناك صلة قرابة وثيقة بينهم.
بعد الترحيب بالضيوف، يقدم المضيف القهوة الإماراتية للضيوف بدءًا من الجانب الأيمن من الغرفة أو المجلس إلى يسارها، ومن الشائع أيضًا أن يقوم المضيف بخدمة الضيوف المسنين أولاً أو الضيوف المهمين. ومن العادات الاجتماعية الإماراتية أيضًا أن يمسك الشخص الذي يقدم القهوة دلة القهوة بيده اليسرى ويقدم فنجان القهوة للضيف بيده اليمنى. في تجمعات الرجال، يظل الشخص الذي يقدم القهوة واقفاً حتى يهز الضيف فنجان قهوته للإشارة إلى أنه لا يريد إعادة ملئه، بينما في تجمعات النساء، يُسمح للمرأة التي تقدم القهوة بالجلوس أثناء تقديم القهوة للآخرين. يجب ملء أقل من نصف فنجان القهوة، ويجب أن تكون القهوة المقدمة ساخنة لإشارة الضيف إلى أن القهوة أعدت خصيصا له. يأخذ الضيوف فنجان القهوة بيدهم اليمنى يعيدونه باستخدام يدهم اليمنى بمجرد الانتهاء.

### عادات وتقاليد الإماراتيين في شهر رمضان
تعد عادات وتقاليد شهر رمضان في الإمارات جزء لا يتجزأ من النسيج الثقافي والاجتماعي، حيث تبدأ قبل قدوم الشهر في عشية اليوم الخامس عشر من شعبان ويطلق عليها (حق الليلة) وهي احتفالية شعبية تقليدية تقام في منتصف شعبان، حيث يرتدي الأطفال الملابس التقليدية ويتجولون في أحيائهم منتقلين من بيت إلى آخر، ويقومون بالغناء وإلقاء القصائد، ويكون في انتظارهم الجيران ومعهم الحلويات والمكسرات. وعند قدوم الشهر المبارك تتحول مدن وشوارع الإمارات إلى لوحات فنية مزينة، حيث تغمر زينة رمضان المنازل والمحال التجارية، بالإضافة إلى صوت المدفع الذي يعد من أبرز التقاليد المميزة للشهر الفضيل والذي يعلن بدء وقت الإفطار، وفي أول يوم في الشهر تجتمع الأسرة في منزل العائلة لتناول الإفطار وعادةً ما يكون بيت الجد، وكذلك توجد الكثير من العروض المتنوعة والفعاليات الخيرية والمسابقات الرمضانية خلال الشهر الفضيل.

## الأدب

### الشعر
الموضوعات الرئيسية في الشعر الإماراتي لمجموعة من الشعراء العرب ،الهجاء، الرجولة، مدح الذات، وحب الوطن، والدين، والأسرة، والحب، ويمكن أن تتراوح من صفية إلى السرد.
الشعر في دولة الإمارات العربية المتحدة لديه تأثير كبير على الثقافة، وكونها دولة عربية في الخليج العربي حيث كان الشعر جزءاً من ثقافته منذ فجر التاريخ. 
اتبع الشعراء أسلوباً وشكلاً من أشكال الشعر القديم في دولة الإمارات العربية المتحدة وقد تأثر بشدة من قبل العلماء العرب في القرن 8،ومنهم  الخليل بن أحمد. خضع هذا النموذج لتعديل طفيف وهو  (الموشحات)التي جاءت من الحضارة الإسلامية في الأندلس (إسبانيا)، وفي وقت ما في القرن 20، بدأ الشعر النثري ليشق شعراؤه طريقهم في الساحة الأدبية المحلية.
وكان ابن ماجد، الذي ولد بين 1432 و 1437 في رأس الخيمة شاعراً مبدعاً. يتحدر من عائلة  ناجحة من البحارة ، حيث تبلغ آثارُ ابنِ ماجدٍ أكثرُ من أربعينَ عملاً مكتوباً.
واشنهر كل من الشعراء مبارك العقيلي (1880-1954)، سالم بن علي العويس (1887-1959)، وأحمد بن سليم (1905-1976). كما ازدهر ثلاثة شعراء آخرين من الشارقة، والمعروفة باسم مجموعة الحيرة، أيضا خلال القرن 20 بما في ذلك خلفان مصبح (1923-1946)، الشيخ صقر القاسمي (1925-1993)، وسلطان بن علي العويس (1925-2000). كما يلاحظ تأثر مجموعة الحيرة  بشكل كبير من قبل أبولو وشعراء الرومانسية.

### الموسيقى والرقص
دولة الإمارات العربية المتحدة هي جزء من التقليد الخليجي العربي، وكما هو معروف عن البدو الموسيقى الشعبية. Yowla(يولة) هي نوع من الموسيقى والرقص تؤدى أساسا في المجتمعات المحلية لشعوب البانتو من منطقة البحيرات الكبرى في أفريقيا وتنتقل من جيل إلى جيل، وقد استمر إلى الوقت الحاضر. وتؤدي الفتيات الصغيرات الرقص حيث يتأرجح شعرهن الأسود الطويل وتتمايل أجسادهن على إيقاع قوي من الموسيقى. والرجال يعيدون تمثيل المعارك التي خاضوها أو رحلات الصيد الناجحة، في كثير من الأحيان رمزيا باستخدام العصي والسيوف، أوالبنادق. تعتبر هوليوود وأفلام بوليوود شعبية في دبي. لدى الإمارات العربية المتحدة على الساحة الموسيقية نشاطات فنية مع الموسيقيين عمرو دياب، ديانا حداد، تاركان، إيروسميث، سانتانا، مارك KNOPFLER، إلتون جون، وردي[ ؟ ]، بون جوفي، بينك فلويد، شاكيرا، سيلين ديون، كولدبلاي، وفيل كولينز .كما غنت كايلي مينوغ في  افتتاح منتجع أتلانتس في 20 نوفمبر 2008. كما تم عقد مهرجان دبي الدولي للجاز سنويا منذ عام 2003. وكان مهرجان دبي ديزرت روك (2004-2009) مهرجان كبير آخر في الإمارات.

#### "الأوركسترا الوطنية لدولة الإمارات العربية المتحدة"
في عام 2024 تم الإعلان عن تأسيس "الأوركسترا الوطنية لدولة الإمارات العربية المتحدة"، حيث ستحتفي بالتراث الموسيقي والموروث الفني لدولة الإمارات، بالإضافة إلى الأنماط الموسيقية المعاصرة من جميع أنحاء العالم.

### العادات والتقاليد الإماراتية في الأعراس
تتشابه طقوس الزواج في الإمارات العربية المتحدة مع دول الخليج العربي، وكان الزواج قديماً بسيطاً في طقوسه واحتفالاته ويحقق التواصل والتكافل بين أفراد المجتمع وكان الإماراتيون يتزوجون في سن مبكرة ويحرصون على مصاهرة الأهل والأقارب من أجل زيادة الترابط الأسري، وكان الزوج يتكفل بكل شيء في الزواج، كما كانت احتفالات الزواج تقام في بيت العروس وتدوم لعدة أيام ويستضيف أهل العروس الزوج في بيتهم سبعة أيم قبل أن يزف العروسان إلى منزل الزوجية، ومع تطور المجتمع الإماراتي الاجتماعي والاقتصادي دخلت العديد من العادات الجديدة على طقوس الزواج وبشكل عام تنقسم معظم حفلات الزفاف في الإمارات إلى حفلين منفصلين، حيث يكون هناك حفل خاص بالرجال وحفل خاص بالنساء، مما يسمح للنساء الاحتفال بحرية. وتقام أيضاً مراسم دينية إسلامية في يوم آخر تسمى الميلجة، ويحضرها أفراد العائلتين والمقربون من العريس والعروس. ويتبعها احتفال الزفاف الذي يمكن أن يكون في قاعة أعراس أو فندق. ويرتدي العريس الإماراتي عادةً البشت، وهي عباءة سوداء أو بنية أو رمادية توضع فوق الكندورة، كما يرتدي معظم الضيوف الذكور الكندورة كذلك.

## الرياضة
تعد كرة القدم الرياضة الأكثر شعبية في دولة الإمارات العربية المتحدة. تعد أندية كرة القدم الإماراتية العين والوصل والنصر والشارقة والوحدة وشباب الأهلي من أكثر الفرق شعبية وتتمتع بسمعة طيبة كأبطال إقليميين منذ فترة طويلة. تأهل منتخب الإمارات لكرة القدم إلى نهائيات كأس العالم لكرة القدم عام 1990 مع منتخب مصر. كانت هذه هي النسخة الثالثة على التوالي من كأس العالم التي يتأهل فيها منتخبان عربيان، بعد الكويت والجزائر في عام 1982، والعراق والجزائر مرة أخرى في عام 1986. كما فازت الإمارات العربية المتحدة بكأس الخليج العربي الذي أقيم في أبو ظبي في يناير 2007.

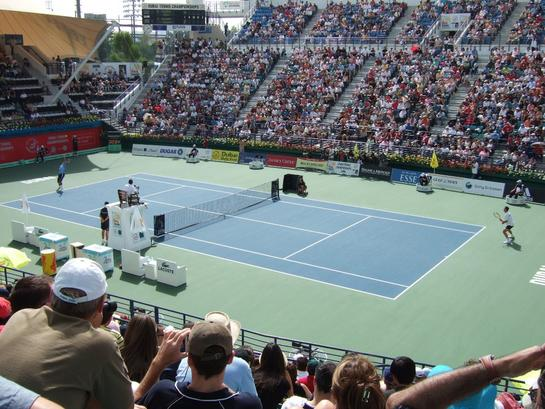
بطولات دبي للتنس في عام 2006.

كما تطورت رياضة الصيد بالصقور والتي اعترفت بها اليونسكو باعتبارها تراثًا إنسانيًا حيًا، إلى رياضة وتقليد ثقافي في دولة الإمارات العربية المتحدة. يولي أصحاب الصقور قيمة كبيرة لصقورهم، ويعتبرونها أفرادًا ذوي قيمة في العائلة ورفاقًا موثوقين. ومع وجود ما يقدر بنحو 5000 صقار في البلاد، فإن المجتمع محاط بشغف مشترك لهذه الرياضة من خلال فعاليات مثل المعرض الدولي للصيد والفروسية، تدعم حكومة الإمارات العربية المتحدة بنشاط رياضة الصقارة وتروج لها، وتسلط الضوء على قيمتها كرياضة وتراث عريق. وتتجلى أهمية الصقارة في دولة الإمارات العربية المتحدة بشكل أكبر من خلال وجود المؤسسات المتخصصة مثل مستشفى أبوظبي للصقور.
يمارس سكان الدول العربية المطلة على الخليج العربي سباقات الهجن منذ سنوات عديدة حيث تعتبر رياضة تقليدية. وكان إضفاء الطابع الرسمي على سباقات الهجن إحدى الطرق للحفاظ على دورها المركزي في الحياة في دولة الإمارات العربية المتحدة. يستخدم اليوم الفرسان الآليين بعد إقرار لوائح حكومية صارمة تحظر على الفرسان القاصرين المشاركة في السباقات.
تمتلك دولة الإمارات العربية المتحدة اليوم ما لا يقل عن 15 مضمار سباق عبر الإمارات السبع. يعتبر مضمار ند الشبا (على بعد 10 كيلومترات خارج دبي) والوثبة (30 كيلومتراً جنوب شرق أبوظبي) ومضمار العين (الذي يبعد 20 كيلومتراً غرب العين) مسارات كبيرة للهجن ومجهزة تجهيزاً جيداً بتقنيات عالية. ويوجد مساران أصغر في الشارقة، أحدهما في رأس الخيمة والآخر في أم القيوين. والبعض الآخر ينتشر في جميع أنحاء المناطق الصحراوية.

## الفنون الشعبية

### العيالة
عيالة فن عربي أصيل، يصعب تحديد تاريخه، وهي عبارة عن فن جماعي يتضمن رقصاً وغناء جماعياً، وتؤدّى «العيالة» في كل المناسبات الاجتماعية والوطنية، كما يحرص المسؤولون في دولة الإمارات على إبرازها وتقديمها أمام رؤساء الدول وكبار الزوار الذين يزورن الإمارات باعتبارها الفن المحلي الأكثر تجسيداً لتاريخ وخصائص الدولة. و«العيالة» هي رقصة الحرب العربية أو بتعبير أصح رقصة الانتصار بعد الحرب، وتسمى «بالرقصة الشريفة» أي لا يؤديها إلا العرب الخّلص الشرفاء. يشترك في أداء «العيالة» الفرقة المحترفة والهواة أيضاً من المدعوين والحضور. وغالباً ما تكون فرقة العيالة مقصورة على العازفين على الطبول والدفوف والطويسات «الآلات النحاسية» وبعض المنشدين والراقصين ويشاركهم في الإنشاد والرقص بعض الحضور الذين يحبون ويعشقون هذا الفن .
تبدأ الرقصة حين يعطي قائد الفرقة إشارة البدء، ففي هذه اللحظة يأخذ حملةُ الطبول بالضرب بشدة على طبولهم، ويبدأ الصفان بالرقص والحركة المستمرة لفترة طويلة، وفي أثناء الرقص يتحرك حملة الطبول في اتجاه الصف المواجه بينما يتحرك حملة السيوف في الاتجاه المعاكس، وتتضمن «العيالة» فنوناً حركية وغنائية متنوعة فعدا العزف والرقص المصاحب للغناء الجماعي هناك إطلاق الأعيرة النارية والتلويح بالسيوف اللامعة والخناجر المعقوفة، وكل ذلك في عرض بديع للقوة والرجولة والفروسية، تلك القيم المستمدة من حياة البداوة والصحراء. ويختلف أسلوب أداء رقصة «العيالة» عند البدو في الإمارات عن أسلوب أدائها عند الحضر، ففي مناطق البادية تشارك الفتيات الرجال الرقص، ويتخلل الرقصة خروج أحد الراقصين من الشباب من الصف شاهراً خنجره اللامع المطعّم بالفضة فيرقص به في شكل مبارزة مع إحدى الفتيات اللواتي يتوسطن الحلقة، تستمر المبارزة الراقصة إلى أن يتعب أحدهما فيخرج من الحلقة وسط تهليل الحضور وصياحهم. ومن أهم الأغراض في شعر «العيالة» أيضاً، الغزل حيث يتطرق شاعر العيالة إلى تجربته الذاتية وقصته مع الحبيبة وذكر محاسنها، وغالباً ما تكون مقدمة القصيدة غزلية كمحاكاة للشاعر العربي القديم منذ الشعر الجاهلي الذي ابتدع هذا الأسلوب.

### الرزيف
هو من أبرز وأهم الفنون في الخليج العربي وينبع من أصالة الإنسان الخليجي وتاريخه، وهو يعتبر من فنون البادية، ويؤدى هذا الفن في أعراس البدو وفي غيرها من المناسبات مثل استقبال الحاكم. ومن مميزات هذا الفن أنه لا يصاحبه أي لحن موسيقي، بل هو (رزيف) أي يرزفه المؤدون بدون إيقاعات أو آلات مصاحبة، وتقترب لغة الرزيف وهزجه من الفصيح، وهذا الفن من الفنون الجماعية التي تؤدى بطريقة حماسية، ويؤدى عادة بعد صلاة العصر حتى ما بعد العشاء، ويغلب على أداء هذه الرقصة الأداء الجماعي، وتردد في الرزيف قصائد الفخر والنخوة، وبعضها يحتوي على أغاني الحب.ومن نصوص (الرزيف) المعروفة في بادية الإمارات:
ومن أغاني الزواج يقول شاعر (الرزيف):

### المالـــد
يعد فن «المالد» أو «المولد» أحد أشكال الأغاني الدينية الإسلامية في مجتمع الإمارات. ويتكون «المالد» من صف من الجالسين يحملون بأيديهم طبولاً ضخمة يلّوحون بها في الهواء ويضربون عليها فتنبعث نغمة موحدة يتخللها نشيد ديني يتحدث عن سيرة الرسول صلى الله عليه وسلم، وفي مواجهة هذا الصف يجلس عدد من المنشدين وقد تلاحقت أكتافهم يتمايلون يميناً وشمالاً وهم يرددون وراء المنشد كلمات عن الرسول صلى الله عليه وسلم وآل الرسول صلى الله عليه وسلم. وهؤلاء المنشدون هم الجانب المكمل لهذه اللوحة وهناك ثلاثة شروط لابد من توفرها لأداء فن المالد وهي: -أولاً: النص وهو عبارة عن منظومة طويلة موضوعها قصة النبي محمد عليه الصلاة والسلام والسيرة النبوية العطرة. ثانياً: المنشد وعادة ما يكون من الفقهاء الذين تتوفر فيهم القدرة على فهم السيرة وحفظها عن ظهر قلب، وجمال الصوت وحلاوة النبرة. كذلك لابد من أن تتوفر في صفة القيادة للفريق المؤدى للفن. ويسمى المنشد «بالنظيم». ثالثاً: المنشدون .. وهؤلاء ينقسمون إلى مجموعتين، الأولى حملة الدفوف "الطيران" ويقومون بالضرب عليها برفقة المنشد والمجموعة الثانية ويكون عددها أكثر من المجموعة الأولى حيث يقوم أفرادها بترديد البيت الذي يمثل لازمة للنشيد كله أما المناسبات التي يقام فيها «المالد» فهي متعددة أهمها الأفراح والأعراس، ولا يكاد عرس يخلو من فن المالد". كذلك يقام في بعض المناسبات مثل حالات ختان الأطفال وللوفاء بالنذور. وينقسم فن «المالد» إلى قسمين، الأول وتتلى فيه السيرة النبوية وأما الثاني فهو المالد الذي يتلى فيه ذكر الرسول صلى الله عليه وسلم.

### الأهلة
«الأهل» أو «الأهلة» من الفنون الخاصة بالإمارات ويؤدى بكثرة في المناطق القريبة من البادية وغالباً ما يكون مؤدو هذا الفن هم في الأصل من نفس المؤدين لفن «العيالة». وفن "الأهل" هو من الفنون العريقة في المنطقة وعرف قديماً باسم آخر وهو "الهاهله". وتوجد علاقة وثيقة بين فني "الأهل" و«العيالة»، فالأهل " يمارس ويؤدي خلال ممارسة فن «العيالة» أو عقب كل وصلة من وصلاته، ولكن «الاهل» يتطلب من مؤديه رصيداً كبيراً محفوظاً من الشعر الشعبي بحيث يجلس بعض أعضاء فرقة «العيالة» وهم من هواة فن «الاهل» ويشاركهم بعض الحضور من عاشقي الفن القديم، يجلسون في حلقة صغيرة ويبدأ كل واحد منهم بإلقاء قصيدته، وعقب كل بيت يرد عليه زملاؤه بقولهم "اهله" بمد للام فينطقها "أهلاه" ولهذا سمي فن "الأهل" أو «الأهلة» بهذا الاسم.
ومن خصائص هذا الفن أن أداءه لا تصاحبه أي آلة موسيقية فهو ليس غناءً ونظماً ملحناً، وإنما مجرد إلقاء قصائد شعرية نبطية في صورة مطارحة شعرية، وبهذا فإن فن الاهله يعد واحداً من أشكال أو أقسام الأدب الشعبي الخليجي.
وأهم الموضوعات التي يتناولها شاعر فن «الاهله» هو الغزل، إذ يصور بأسلوبه الخاص المعاناة التي يلقاها ويكابدها المحب في سبيل حبه وقسوة الهجر ولوعة البعد والفراق، وأحياناً يمزج شاعر «الاهل» بين الغزل والعاطفة الدينية، في نص واحد كعهدنا بالشعر في صدر الإسلام والشعر الأموي.

### العرضة
هي فن عربي أصيل. والعرضة "كالعيالة" وتحاكيها إلى حد كبير، إلا أن آلاتها وإيقاعاتها تختلف عن آلات وإيقاعات «العيالة». وتؤدّى العرضة " عند الحضر فقط، ولكنها تؤدى في نفس المناسبات التي تؤّدى فيها «العيالة»، وهي مشابهة من حيث نظام الإنشاد ووقوف المنشدين في صفين، ونظام دخول حملة السيوف إلا أن ألحانها تؤدى ثلاثية الإيقاع والمميزات. وهناك آلات خاصة تصاحب الإنشاد في العرضة وتشمل "الكاسر" و «الرحماني» والدفوف "الطارات" والآلات النحاسية.
والكاسر يشبه الدف إلى حد بعيد، إلا أنه مغطى برقعة من الجلد على جانبيه. ويستخدم العازف عصا قصيرة ليدق بها على جانبه الأيمن، كما أن دوره أثناء الإنشاد لا يخرج عن دور عازف الطبل – الرأس في عروض العيالة، حيث يعفى نفسه من الالتزام بعزف إيقاع معيّن طوال الوقت. ويمضى تنويع دقاته ليقوى بها أداء الآخرين، كالمنشدين وحملة السيوف والطبول ويحثهم بدقاته على الاجتهاد في الاداء ليزدادوا حماساً ونشاطاً. ويتنوع الإيقاع الذي يؤديه عازف الكاسر بين وقت وآخر .
أما «الرحماني» فهي طبول كبيرة الحجم أسطوانية الشكل يغطيها جلد البقر أو الثور من الجانبين. ويتحكم العازف في شدها، باستخدام حبال شد متينة على الجانبين في وقت واحد. ويستخدم العازف يده اليمنى مباشرة للدق على جانبها الأيمن. «والطارات والطوس» هي نفس الالات المستخدمة في«العيالة» وهي تصاحب الإنشاد في العرضة بإيقاع واحد لا يتغير.

### السومة
من الفنون القديمة في الإمارات، تؤدي بواسطة التفاف الفريق على شكل حركة دائرية، وتبدأ بالتصفيق بالأيدي، وأداء حركات راقصة، وتؤدي على إيقاع طبلتين هما (الكوسر) و (رحماني). وتقام السوما في المناسبات وأثناء التوقف بعد السفر الطويل.

### الرزفة
رقصة شعبية، وأحد الفنون التقليدية التي يمارسها الرجال في بعض دول الخليج وخصوصًا الإمارات العربية المتحدة، حيث تؤدّى في مختلف المناسبات كالأعراس، والأعياد، والمناسبات الاجتماعية، والمهرجانات الوطنية، والاستقبالات الرسمية.
أدرجت منظمة الأمم المتحدة للتربية والعلوم والثقافة (اليونيسكو)، «العرضة» السعودية ورقصة «الرزّفة» الخليجية، ضمن القائمة التمثيلية للتراث الثقافي العالمي غير المادي، وكلتاهما يؤديها الرجال في بعض الدول الخليجية، وذلك خلال اجتماع منظمة اليونيسكو المنعقد حاليًا بالعاصمة الناميبية ويندهوك في 2015، بحضور ممثلين عن 175 دولة، وذلك بعد أن قدم عدد من الدول الخليجية ملفين منفصلين لاعتمادهما.

### الطارج
غناء يتضمن قصائد في وصف الطبيعة والحياة وكذلك عن الأحداث العامة، وتلحن بلحن عذب يعطر الأسماع ويريح النفس والقلب كما يعد هذا النوع سلوى للمسافر والسائر عن وحشة الطريق، بهدف إبعاد الوحشة عن نفسه حيث يرتجل لكلماته ألحانا على طريقة غناء الموال (المنتشر في البلاد العربية).

### السامري
فن قديم معروف في غناء أهل البادية، وفي الجزيرة العربية والخليج العربي وقد عرف أيضاً بالغناء الركباني، ففي الإمارات العربية المتحدة تغني القبائل البدوية المعروفة هذا الفن على
صوت الربابة غناء (سامر) بشكل ممتاز بإطلاق أواخر كلمات صدر البيت وعجزه، حين إنشاده في قصيدة تلازم شطريها قافية واحدة، إذ يقول المغني:
```
ياونتــي ونــة قطيــع تــدوج حيــام
```

```
بــرا حالهــا كثيــر التصــدي وهــي ضــام
```

```
علــى صاحبــي تقضـن جروحي وهي كدام
```

```
اتجــدد صــواب كــل مــازال لــه عـــام
```

وفي حالة (غناء السامري) يتكون فريقان من الأشخاص يصل عددهم العشرين ولا يقل عن عشرة وذلك ليؤدوا (الطرق) أي اللحن، فيجلسون على الأرض في صفين متقابلين جثواً على الركب، ويحمل الفريق الأول منهم الدفوف (الطيران).
وغناء السامري يبدأ بشخص واحد ليلقن الفريق الثاني المشطور في القصيدة فيرد عليه هذا الفريق بالشعر والأداء اللحني نفسه ليأخذ الفريق الأول ما بدأ به الفريق السابق.

### الونه
هو فن عربي أصيل (والونه) دور موسيقي أو نشيد يأتي ضمن أدوار وأناشيد عروض (العيالة) ويتميز هذا الفن في صياغته اللحنية والإيقاعية بطابع خاص يميل إلى الهدوء والرومانسية من حيث طبيعة الأداء نظراً لأن كلماتها غزلية المضامين والمعاني بعكس ما تحفل به كلمات أناشيد (العيالة) من معاني الحماس والمديح والبطولات.
(والونه) أيضاً من أغراض الشعر النبطي في الإمارات حيث تصطبغ ألفاظ القصيدة بمسحة من الحزن والأنين، فيقال (فلان يكوس الونات) أي يغني غناء (الونه) وقد يشترك في هذا الضرب من الغناء اثنان يتبادلان ويتناوبان الغناء.
وتؤدي (الونه) بإيقاع أبطأ من إيقاع (العيالة) وهناك أيضاً نماذج إيقاعية محددة يلتزم بها عازفو الطبول التخامير، بينما يلتزم عازفو آلات الدفوف (الطارات) بنماذج إيقاعية تختلف هي الأخرى عن (العيالة)، ومن وقت لآخر تتحول بعض آلات الدف عن هذه الإيقاعات، لتقوم بأداء إيقاع (الصجلة) وفي نفس الوقت يلتزم عازفا الطوس (الآلات النحاسية) بأداء نموذجين إيقاعيين محددين.
ومن أشهر أشعار (الونه) في الإمارات، قصيدة الشاعر سعيد بن راشد بن سعيد بن عتيق الهاملي، التي يقول في مطلعها:
```
صاح ابذكر لمنادي:: بخطوفه:: يوم السفن بتشل
```

```
غمس على لفادي:: بالكوفة:: ولا وادعه بالحل
```

وفي نص آخر يقول شاعر الونه:
```
وجرينا الونة والبارحه ساهريــــن
```

```
وجرينــــــا الونـــــــه
```

```
وجرينا الونه والحي كما الورق والحي
```

```
لكـــن أهــــذى بــــــه
```

```
وجرينا الونه وياهيه بالي كلام البــدو
```

```
البـــــدو تنحــــى بــــه
```

### الردحة
نوع من الغناء الشعبي الذي يصاحبه الرقص، وهو ضرب من الغناء المرح تتخذه النساء دون الرجال بعد حفلات الزفاف ليلاً أثناء مسيرهن إلى البيت الذي توضع فيه العدة الموسيقية، فيتوجهن ليلاً وهن يرددن الأغاني المناسبة ويتمايلن بأجسادهن على نمط واحد وإيقاع منسق ثم يصلن إلى بيت العدة بعد أن كن قد أخذن من الردح والغناء والرقص وقتاً بهيجاً .يقول شاعر وهو يغني (ردحة) ويعزف لحنها على الربابة:
```
البارحة يوم اظلم الليل سهران وعباد الله رقود
```

```
يابوي وين اللي ارسلوه شدوان وخلونه حزانـه
```

```
يا ليتهم بالحال يدرون واللي من الفراق جانـه
```

### اليولة
رقصة اليولة: هي عبارة عن إحدى الفنون الشعبية الإماراتية، والتي يستخدم فيها الراقصون السلاح، أو السيف في الرقص. وتنتشر الرقصة غالبًا في الأعراس، والمناسبات، أو المهرجانات الشعبية. ويُسمى الشخص الذي يؤدي الرقصة باليويل. تتطلب اليولة لياقة بدنية، ورشاقة لتأديتها. وتتطلب مساحة فارغة لتأديتها، ولذلك غالبًا يتم رقصها في الأماكن المفتوحة، أو في الهواء الطلق.

### العازي
هو احتفال أو غناء يقام في نهاية العرس البدوي أو نه يرمز إلى نهاية العرس، وبعد أن تكف الطبول عن القرع ويسكت القوم عن الغناء ويتوقف إطلاق العيارات النارية في الفضاء ويجتمع المحتفلون على شكل دائرة يتوسطها (العازي) وهو الشاعر الذي يمتاز بجمال الصوت، وقوة الحجة وهو يحمل بيديه سيفاً وترساً ويتبعه نفر من الرجال الذين يحملون البنادق بأيديهم والكل يدورون داخل الدائرة بينما يلقي الشاعر قصائد الفخر والحماسة ويردد حملة البنادق من خلفه عبارات خاصة أو جملاً شعرية معروفة، وذلك بعد كل بيتين من أبيات القصيدة، وهم يطلقون العيارات النارية في الفضاء بين الفينة والأخرى، ويتميز (العازي) أن كل مقطع من مقاطعه يؤدي بأنغام مختلفة والعازي من (العزوة) أي العزة والقوة والغلبة والمنعة.
تعمل عروض فن العازي على تقوية الروابط المجتمعيّة، كما يُعَدّ أحد الوسائل المهمة لنقل التقاليد والمعارف والثقافة التقليدية في التكيّف مع البيئة.

### التغرود
فن شعبي أصيل يحوي قصائد مغناة يترنم بها الفرد ويحاول المنشد فيها أن يرفع صوته ويطرب على تغريده العذب بنفسه ومعه مجموعة من المستمعين.
وينشد القوم أغاني (التغرودة) وهم على ظهور الهجن مرتحلين من مكان إلى آخر، أو مسافرين في رحلة تجارة، بينما النوق تخب أو تهرول وهذه تسمى بتغرودة البوش حيث الصورة النفسية للغناء الجماعي ثابتة ولا تتغير بتغيير المكان، وتتميز باستطالة حروف المد في موجة نغمية متميزة هي الصورة المسموعة لحركة سير الركاب.
وهاك أيضاً (التغرودة) التي تؤدي على ظهور الخيل وتسمى بتغرودة الخيل ووظيفتها الأساسية هي حث الخيل على الإسراع وتحميس راكبيها من الفرسان وتزخر (شلات) تغرودة الخيل بمعاني الشجاعة والإقدام والشهامة.
أُدرِج فن التغرودة في عام 2012 ضمن القائمة التمثيليّة للتراث الثقافي غير المادي للبشرية التابعة لليونسكو.

### السحبة
رقصة تزخر بالأغاني والألحان والشعبية، وتشتهر عند قبائل في الإمارات العربية المتحدة. وهي رقصة مختلطة يشترك فيها الرجال والنساء في صفين متقابلين بينهما ضاربو الطبول وتتمايل أثناءها الأجساد إلى الأمام وإلى الخلف في حركة خفيفة وديعة.

### المناهيل
هي إحدى الرقصات المميزة التي يقبل عليها الكثير من رجال البادية، وهناك أيضاُ من يؤديها بنفس الحركات في بادية حضر موت في جنوب الجزيرة العربية وتعود تسمية الرقصة نسبة إلى قبيلة (المناهيل) ومن مظاهر هذه الرقصة أن يجتمع الرجال والنساء في حلقة واسعة ويواجه فريقان بعضهما البعض، وتتسع الدائرة أكثر ويبدأ راقصان من الحضور أو المشاركين وهما رجل وامرأة في أداء حركات رشيقة وسريعة ويبدو من اتجاه الخطوات أن المرأة في حالة هجوم بينما الرجل يتقهقر وعيناه في مواجهتها، وفي هذا تكمن فكرة طريفة هي أن القوة في موقف الضعيف، والضعيف وكأنه قوي يهاجم بعنف وشراسة، فالمرأة هي المهاجم المندفع والرجل ذو الأذرع الفولاذية يلوذ بالفرار، وتستمر الرقصة بخفة ويحل محله رجل آخر بسرعة تجعل عملية التبديل تتم في بعض الأحيان دون أن يلحظها المشاهد.
تتسمي هذه الرقصة أيضاً شرح (المناهيل) والشرح كلمة مشتقة من انشراح أي السعادة، وتتميز هذه الرقصة بأنه تعد أطول الرقصات الشعبية في الجزيرة العربية كلها ، وذلك لأن بدايتها عادة ما تكون بعد صلاة العشاء، وتستمر بنفس المشهد ونفس الخطوات وحركات الأيدي والأرجل وبنفس الأشخاص المشاركين حتى قبيل آذان الفجر حيث يتوقفون ليؤدي الناس الصلاة ثم يعودون حتى ميعاد تناول الغداء عندئذ يبدأ الناس بالانصراف.
والمناهيل يعرفون الرقص على نوعين: النوع الأول ويطلقون عليه (الزامل) والنوع الآخر يسمونه (الشرح).

### النهمة
النهمة هي غناء يواكب سير العمل في السفينة. وهي فن مقصور على البحر والبحارة ويحتوي على أغاني من نوع اليامال والخطفة والمداوئ والفجري والأغاني الشعبية الخفيفة التي تخضع لقواعد معينة، وكذلك أغاني الزهيرى والموال وترانيم واستهلالات وأدعية وابتهالات كلها تدخل في النهمة ويغنيها «النهام».
ولا يستخدم في هذا الفن أي من الأدوات الموسيقية المتعارف عليها في المنطقة لأنه غناء يهدف بالدرجة الأولى إلى بعث الحماس في نفوس الصيادين وتشجيعهم على العمل وبذل الجهد لتحقيق الصيد الوفير والعودة الغانمة، كما أنه في بعض جوانبه يعبر عن مقدار شوق البحارة والغواصين لزوجاتهم وعائلاتهم، ويكشف من حجم معاناتهم في موسم الغوص.

### التقصيره
وهي من أغاني وأناشيد أهل البحر وهي «شلات» يغنيها مغنيان، الواحد تلو الآخر، ويرد البقية عليهم مثل «الكورال»، وهي أبيات شعر قصيرة، قليلة الكلمات. وتغنى التقصيرة عند سحب «السن» إلى المرساة لتغيير الموقع في «الهير» إلى مغاصة اللؤلؤ، كما يقوم البحارة بغناء التقصيره عندما يأمرهم النوخذة بتقصير حبل الخراب وهو حبل يربط السفينة بقاع «الهير».

### هولو
وهي لازمة يرددها البحارة الهازجون، وهم يسحبون حبال أشرعة السفينة، ويرددها البدو وهم يسحبون الرشاء من البئر، أو تترنم بها الأم وهي تهز سرير رضيعها لينام، وهي أيضاً كلمة تستعمل للدخول في الموال والخروج منه، وتردد أيضاً كلازمة صوتية في الأغاني .

### الحدوه
من فنون البحر، ويردد هذا النشيد أثناء الغوص عند مرور السفن من هير إلى هير، ويشارك فيه جميع البحارة.

### جرّ الماشوّه
وهو ذلك الغناء الذي يؤديه البّحارة على إيقاع مجاديف القارب الذي ينقلهم من السفينة الراسية بعيداً على الشاطئ والمجاديف ترتطم بالماء، وهو غناء يكثر فيه الحمد لله وشكره على سلامة العودة وهدايته لهم عبر أنواء البحر الهائج، والصلاة والسلام على النبي محمد «صلى الله عليه وسلم»، ويستخدم في غناء «جرّ الماشوّه» «السوق» كما يستخدم طبل يضرب عليه رجلان استعداداً للجر والوصول إلى الشاطئ .

### العرضة على السفينة
تعد فناً من فنون "النهمة" أي أغاني البحر. ويؤدى "العرضة البحرية" أو "العيالة البحرية" العاملون على السفينة يقودهم "النهام" وهو المنشد الشعبي معلقاُ في رقبته طبلة متوسطة الحجم أسطوانية الشكل ذات وجهين، يدق عليها ليعطى الإيقاع المناسب، وتتخللها حركات تعبيرية، تمثل تمايل السفينة فوق الأمواج وإلقاء الصيادين لشباك صيد السمك. ثم سحبها بعد امتلائها بالرزق الوفير. كما تمثل حركات الراقصين إلقاء الحبل الذي يمسك به الغواص ثم شدهم لهذا الحبل عند خروج الغواص من قاع البحر بعد جمع أصداف المحارة وتمثل رقصة العرضة البحرية" حمل البحارة لصواري وأقلعة السفينة وأشرعتها أو التجديف، وينسجم اللحن مع الإيقاع والغناء، مع كل هذه الحركات مع توالي موجات البحر الواحدة تلو الأخرى وتكسرها عند الشاطئ بين مد وجزر، أو على جوانب السفينة.

### الخطيفة
من أغاني وأهازيج وألحان البحارة. وهو ضرب من الغناء يختص بسحب الحبال لرفع أشرعة السفينة. والخطيفة هي رفع الشراع. وهي لذلك تقسم من حيث الضرب والغناء على حسب أسماء أنواع الأشرعة: شراع «العود» أي الكبير وشراع «القلمي» وشراع «الجيب» ويأتي في مقدمة السفينة. ويبدأ النهام «الخطيفة» بالافتتاحية التالية يا الله بدينا. وتكون بعدها أهزوجة الإيقاع الرتيب لعملية سحب الحبال هي .. هو.. لو الهولو.. الهولو . ويستخدم في «الخطيفة» طبلان وزوج من الطوس كما يصاحبها التصفيق باليدين والضرب بالرجل على ظهر السفينة، وهي تعد حافزاً مشجعاً للسرعة في رفع الشراع.

### السيع
من أغاني واهازيج السفر وتردد أثناء الأسفار ورحلات الغوص براً وبحرا، وأحياناً في المجالس وأثناء السمر. وينشد المنشدون كلمات جميلة ملحنة ويرددون القصائد، ولا تستخدم لأدائه أية أدوات أو إيقاعات.

### الطرشة البحرية
يؤدي هذا النشيد أثناء سفر الحاكم أو رئيس القوم عن طريق البحر من مكان إلى آخر، ولا تستخدم أثناء أدائه أدوات أو طبول.

### الفجري
الفجري نوع من الغناء يؤدي بواسطة الغواصين في دور خاصة لهذا النوع من الغناء، وذلك في الشتاء حيث أن الغواصين لا يزاولون أي عمل في هذا الفصل عدا البناء وصيد السمك وقطع الصخور للبناء والقلافة (أي بناء السفن)، وأغلب هذه الأعمال يقومون بها تطوعاً لمساعدة الفقراء في بناء بيوتهم أو إصلاح قارب لهم، أما صيد السمك فيقومون به لإطعام أسرهم.l وفي المساء يجتمع هؤلاء الجماعة في إحدى الدور وذلك بعد صلاة العشاء ويمارسون هذا النوع من الغناء ألا وهو (لفجري)، ويعتمد هذا النوع من الغناء في بدايته على الكورال الجماعي، ويؤدي بعضه بدون إيقاع وآخر بالإيقاع حسب نوع الأغنية، وله خمسة أنواع أساسية وكل نوع منه له عدةّ طرق في الأداء كما تختلف أنواع الإيقاعات المصاحبة .

### الرواح
وهي من الفنون القديمة في إمارة رأس الخيمة وتمارس على إيقاع نشيد يتضمن الغزل والمدح، وتتكون الفرقة من الرئيس أو (الأبو) وعدد من الرجال الذين يقدر عددهم بخمسين رجلا أو أكثر، ويأتي هذا الفن بعد الانتهاء من فن (العيالة) حيث يجلس المنشدون لتأدية هذا الفن.

## رزيف الشحوح
فن تنفرد به من غيرها من دول المنطقة يؤديه أبناء قبيلة الشحوح، وتتكون الفرقة التي تؤدي هذا الفن من ستين إلى سبعين رجلا يكونون صفين متقابلين ويتوسطهم حاملو الطبول، وعددهم يتراوح بين خمسة إلى ثمانية. ويشارك عدد من لاعبي السيوف والبنادق ضمن الرقصة، ويردد الجميع الأناشيد الحربية والحماسية والعاطفية.

## الوهابية
فن تنفرد بها إمارة رأس الخيمة وتتكون هذه الرزفة من فريقين متقابلين تتوسطهما الطبول، وتبدأ الوهابية بنشيد يسمى (الشليل) وأثناء ذلك يتحرك الفريقان إلى الأمام والخلف ثم انحناء إلى الأمام، ويشارك في هذه الرزفة لاعبو السيوف والبنادق.

## الندبة
من فنون الشحوح وهي نداء خاص بهم للعزوة والتفاخر تؤديه جماعة تسمى (الكبكوب) وهي كلمات تردد عند قدوم الضيوف ترحيبا بهم، وهي من عادات سكان الجبل ويكونون أثناء ذلك حلقة دائرية يتوسطهم (النداب) وهو الشخص الذي يبدأ بنداء العزوة، ويردد الآخرون عزوتهم خلفه بصوت يوحي بالرجولة والقوة.

## اللقية
يجري باستقبالات قبائل الشحوح من قبل البعض خلال الأعياد والمناسبات ليتم خلالها إطلاق الأعيرة النارية·
وممكن أن تسمى قلة بحسب طول القبيلة وموقع الاحتفال ومجموعه·

## الـــدان
هو فن عربي قديم انتقل إلى ساحل الإمارات من إقليم الباطنة في سلطنة عمان. «والدان» أو الميدان هو فن جماعي يجمع بين الغناء والرقص في آن واحد، ويشترك في أدائه الرجال والنساء معاً، إذ تكون فرقة «الدان» من صفين متقابلين يجمع كل صف عدداً من النساء وآخر من الرجال، ويقف بين الصفين اللذين يقومان بالرقص والغناء الجماعيين فريق العازفين ويتكون من ثلاثة رجال يدفون على الطبول الأسطوانية الشكل، الصغيرة ذات الوجهين، وتسمى «كاسر». ورئيس الفرقة واحد من هؤلاء الثلاثة، ومعه شخص رابع يؤدّى رقصات منفردة فيطوف حول فريق العزف «الدف» وبينه صفاّ الغناء والرقص.
ويبدأ «الدان» بأن يغنى الصفّان النص كله مرة واحدة مع تكرار كل بيت ثلاث أو أربع مرات في صوت واحد، تصاحب ذلك حركات راقصة تتمثل في أن يتقدم كل صف في حركة واحدة خطوتين للأمام ثم خطوتين للخلف حسب إيقاع ولحن «الدان»، ثم تتكرر الحركة طيلة الأداء ولا تتغير.

## الأعياد والعطلات الرسمية
تشمل العطلات في دولة الإمارات العربية المتحدة عيد الفطر الذي يصادف نهاية شهر رمضان، وعيد الأضحى ويوم عرفة، وكلاهما يتم الاحتفال بهما خلال فترة الحج، واليوم الوطني لدولة الإمارات العربية المتحدة في 2 و 3 ديسمبر، والذي يصادف إعلان دولة الإمارات العربية المتحدة، رأس السنة الميلادية في 1 يناير، يوم الشهيد في 30 نوفمبر لتكريم من استشهدوا في سبيل الإمارات، ورأس السنة الهجرية، والمولد النبوي الشريف.
أيام العمل في الدولة تبدأ من الإثنين إلى الخميس ويعتبر يومي السبت والأحد عطلة نهاية الأسبوع.
| التاريخ          | المناسبة            |
| 1 محرم           | رأس السنة الهجرية   |
| 12 ربيع الأول    | المولد النبوي       |
| 27 رجب           | الإسراء والمعراج    |
| 1 - 3 شوال       | عيد الفطر           |
| 9 ذو الحجة       | الوقوف بعرفة        |
| 10 - 13 ذو الحجة | عيد الأضحى          |
| 1 يناير          | رأس السنة الميلادية |
| 2 - 3 ديسمبر     | اليوم الوطني        |